# Phyllophaga riviera
Phyllophaga riviera är en skalbaggsart som beskrevs av Henry J. Reinhard 1950. Phyllophaga riviera ingår i släktet Phyllophaga och familjen Melolonthidae. Inga underarter finns listade i Catalogue of Life.